# Казарян Регіна Татевосівна
Регіна Татевосівна Казарян (1915, р. Єреван — 1999, Єреван) — вірменська художниця, рятівниця рукописів репресованого в 1937 р. вірменського поета Єгіше Чаренца.

## Біографія
Чаренц познайомився з Казарян в 1930 році, вони подружилися. Після арешту Чаренца молода художниця змогла закопати перед своїм будинком і сховати багато творів останніх років життя поета («Реквієм Комітасові», «Безіменний», «Осінні пісні» та ін). "В юності Регіна професійно займалася велосипедним спортом, потім стала художницею, була учасницею війни. Ця самовіддана, віддана жінка жила Чаренцем все своє життя, тільки завдяки їй вціліли багато чаренцівських віршів",- написала донька Чаренца - Арпенік.

## Нагороди
- Почесний громадянин Єревана (1995)
- Заслужений художник Вірменії

## Пам'ять
У Єревані відкрита пам'ятна дошка на честь Регіни Казарян. За адресою проспект Баграмяна, будинок 33а, де художниця прожила з 1961 по 1999 рр.